# Emergence

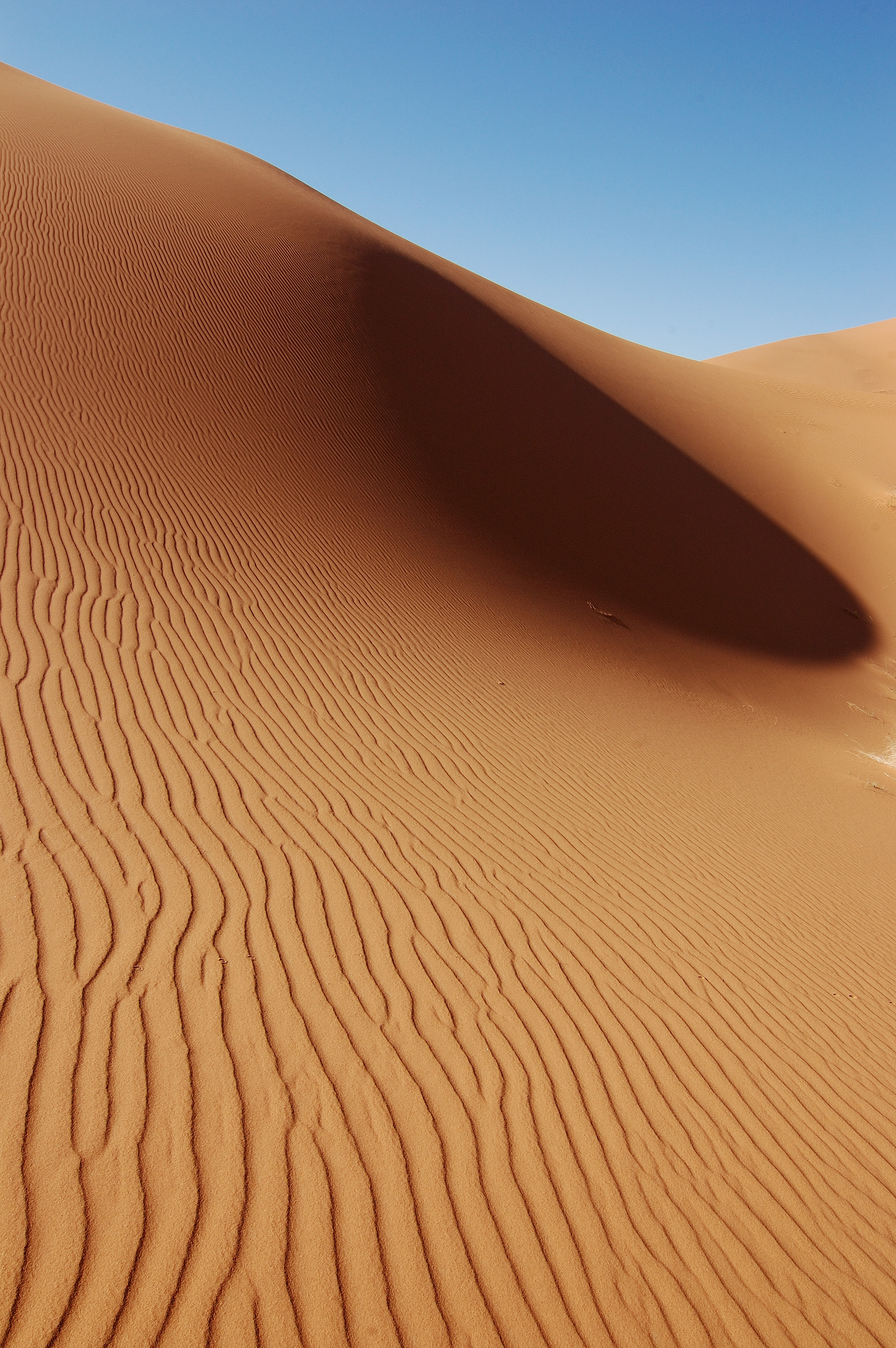
Duny a vrásky, které vznikají interakcí větru s pískem, jsou příkladem emergentních struktur.

Emergence (z lat. e-mergere, vynořovat se, vyvstávat) znamená spontánní vznik makroskopických vlastností a struktur složitých systémů, jež není snadné odvodit z vlastností jejich složek. Takové vlastnosti a struktury, jež vznikají z množství poměrně jednoduchých interakcí, se nazývají emergentní. Pojem má velký význam ve filosofii, v teorii systémů a evoluci.

## Slabá a silná emergence
Existují dva poměrně odlišné přístupy k emergentním jevům. V případě diskuzí o emergentních jevech je třeba tyto přístupy důsledně rozlišovat, neboť rozdíly jsou zcela zásadního charakteru.

### Slabá emergence
Slabá emergence předpokládá, že emergentní jevy jsou určeny vlastnostmi jednotlivých prvků systému a jejich vzájemnými vazbami. Tyto jevy však mohou být poměrně neočekávané a z hlediska obvyklého lidského očekávaní nové. Matematickým jazykem pro popis slabé emergence je teorie komplexních systémů. Slabá emergence vlastně nepředstavuje zásadní problém pro běžný přístup v přírodních vědách, totiž pro redukcionismus. Podle slabé emergence lze chování systému popsat studiem jeho prvků a vztahů mezi nimi, jevy označované jako emergentní se alespoň v principu ozřejmí během další analýzy. Z hlediska obecného vědeckého přístupu není slabá emergence vědeckou teorií o chování přírody, slabá emergence je spíše pojmenování existující třídy jevů objevujících se v komplexních systémech. Vědeckými teoriemi jsou až teorie o podstatě takových jevů jako např. teplota nebo fonony.

### Silná emergence
Silná emergence předpokládá, že alespoň některé emergentní jevy existují samy o sobě a ani v principu je nelze odvodit z pouhé znalosti chování jednotlivých částic systému a ze znalosti vazeb mezi těmito částicemi. Jinými slovy teorie silné emergence předpokládá, že alespoň některé emergentní jevy jsou entity samy o sobě. I když se k teorii silné emergence hlásí i někteří fyzici, je tento přístup obvyklý spíše mezi filozofy. Za podstatu principu silné emergence se někdy vydává tvrzení „celek je víc než souhrn jeho částí“, ale to není zcela přesné, protože toto tvrzení zanedbává fakt, že i pro konkurenční pojetí (slabá emergence) jsou klíčové nejen vlastnosti prvků systému, ale i vazby mezi nimi. Filozofický přístup k emergenci na úrovni silné emergence lze dosledovat hluboko do minulosti. Například Aristotelés mluví o složených celcích, které nemají povahu hromady a které přirovnává ke slabikám: slabika „ba“ není jen spojení dvou hlásek. Z hlediska obecného vědeckého přístupu je silná emergence sama o sobě vědecká hypotéza, navíc vědecká hypotéza v principu testovatelná.

## Emergence vědomí
Britský filosof George Henry Lewes (1817–1878) uvažoval o tom, že vědomí by se dalo vysvětlit jako emergentní jev. Australsko-britský filosof Samuel Alexander (1859–1938) a britský zoolog a psycholog Conwy Lloyd Morgan (1852–1936) vyvinuli teorii emergentní evoluce (emergentní teorii vědomí), podle níž je formování vědomí evoluční jev, který nelze organicky – z fyziologických vlastností organizmů, adekvátně vysvětlit.

## Emergence jako interdisciplinární princip
Jednoduché příklady emergentních vlastností jsou známy z fyziky. Veličiny jako tlak nebo teplota mají smysl jen pro velká množství molekul. Robert B. Laughlin (* 1950), teoretický fyzik a laureát Nobelovy ceny za rok 1998, napsal: „Z fyzikálního hlediska je zvlášť zábavné mluvit o životě, protože představuje extrémní příklad emergence zákonitostí.“
Philip W. Anderson ( 1923–2020), fyzik a nobelista roku 1977, napsal: „Svět, který vnímáme, vzniká v každém stadiu „emergencí“ – to jest procesem, v němž značné agregace hmoty mohou spontánně vyvinout vlastnosti, jež u jejich jednodušších složek nemají smysl. – „Živá buňka není ještě tygr a jednotlivý atom zlata není ani žlutý ani lesklý.“ Anderson také soudí, že princip emergence je stejně podstatnou složkou současné vědy jako redukcionismus.
Sociolog a filosof Norbert Elias (1897–1990) v rámci svého procesního modelu evoluce rozlišuje reverzibilní integrace, které nevytvářejí nové možnosti, a integrace ireverzibilní (nevratné), které charakterizuje dělba funkcí mezi integrovanými částmi. Takové integrace se vyznačují novými emergentními možnostmi a nedají se bez ztráty těchto možností zase rozdělit. Ireverzibilní integrace charakterizují oblast živého a dále se rozvíjejí v oblasti společenské a kulturní.